# Канаш (газета)
Канаш — общественно-политическая газета города Канаш и Канашского района Чувашской Республики. Основана в 6 июля 1931 года. 
С 22 августа 2012 года выходит газета «Канаш ен» на чувашском языке.
Газета выходит два раза в неделю по средам и пятницам